# 얼굴근육
얼굴근육(facial muscles) 또는 안면근육(顔面筋肉)은 얼굴신경(제7뇌신경)이 분포하는 골격근들로 표정을 조절하는 작용을 한다. 따라서 표정근(表情筋, mimetic muscles, mimic muscles)이라고도 한다. 모든 척추동물에 존재하는 신경능선 세포로부터 발생하지만 얼굴근육은 포유류에서만 발견된다. 이들은 진피에 붙어 있는 유일한 근육이다.

## 구조
얼굴근육은 피부 바로 아래의 피하조직에 위치하여 표정을 조절한다. 이들은 일반적으로 머리뼈 표면, 드물게는 근막에서 일어나 얼굴의 피부에 닿는다. 얼굴근육이 수축하면 피부가 움직인다. 또한 근육의 결에 수직으로 주름이 지게 할 수도 있다.

### 신경 분포
얼굴근육은 얼굴신경(제7뇌신경)의 지배를 받는다. 각 얼굴신경은 얼굴의 왼쪽과 오른쪽 중 한쪽에 분포한다. 그와 대조적으로 근처에 위치한 네 종류의 씹기근육은 삼차신경(제5뇌신경)의 가지인 아래턱신경이 지배한다.

## 목록
얼굴근육의 목록은 다음과 같다.
- 뒤통수이마근
- 관자마루근
- 눈살근
- 코근
- 코중격내림근
- 눈둘레근
- 눈썹주름근
- 입꼬리내림근
- 귓바퀴근육 (앞귓바퀴근, 위귓바퀴근, 뒤귓바퀴근)
- 입둘레근
- 볼근
- 입꼬리당김근
- 큰광대근
- 작은광대근
- 위입술올림근
- 위입술콧방울올림근
- 입꼬리올림근
- 입꼬리내림근
- 아래입술내림근
- 턱끝근

넓은목근도 얼굴신경의 지배를 받는다. 넓은목근은 대부분 목에 위치하므로 위치상 목의 근육으로 분류할 수 있으나, 신경 분포가 공통되므로 표정근으로 간주할 수도 있다.
붓목뿔근, 등자근, 턱두힘살근 뒤힘살도 얼굴신경의 지배를 받으나 표정근으로 보지는 않는다.

## 발생
얼굴근육은 둘째 인두굽이에서 유래하며, 원래는 신경능선 세포에서 발생한 것이다. 사람의 경우 배아 발생 8주경에 형성되기 시작한다.

## 임상적 중요성
얼굴의 한쪽에서 표정을 지을 수 없다면 근육을 지배하는 신경에 손상이 간 것의 가장 처음 나타나는 소견일 수 있다. 얼굴신경의 일시적 또는 영구적 손상은 손상된 쪽의 얼굴마비로 나타난다. 마비는 수의근 작용의 소실이다. 신경 손상의 원인에는 뇌졸중, 벨 마비, 귀밑샘의 암 등이 있다. 얼굴신경은 귀밑샘 주변을 지나가므로 귀밑샘의 암이 신경을 손상시킬 수 있다. 귀밑샘은 수술로 인해 영구적으로, 또는 외상으로 인해 일시적으로 손상되기도 한다. 이러한 경우의 마비에서는 표정을 지을 수 없을 뿐 아니라 말하는 능력도 일시적이거나 영구적으로 손상될 수 있다.

## 같이 보기
- 볼굴대